# Šoltýska
Šoltýska (in ungherese Újantalfalva) è un comune della Slovacchia facente parte del distretto di Poltár, nella regione di Banská Bystrica.